# Oat Mountain
Oat Mountain är den högsta bergstoppen bland Santa Susana-bergen i södra Kalifornien, USA och ligger nordöst om San Fernando Valley i Los Angeles-området.
Berget är  1 142 meter högt. Toppen går att nå till fots, utan klättring.